# Аманда Вейнрайт
Аманда Вейнрайт (англ. Amanda Wainwright; нар. 24 березня 1976) — колишня британська тенісистка.
Найвищу одиночну позицію світового рейтингу — 218 місце досягла 13 червня 1994, парну — 95 місце — 22 вересня 1997 року.
Найвищим досягненням на турнірах Великого шолома було 2 коло в одиночному та парному розрядах.

## Фінали ITF
| Легенда         |
| --------------- |
| турніри $50,000 |
| турніри $25,000 |
| турніри $10,000 |

### Одиночний розряд (1–2)
| Результат | Ранг | Дата           | Місце                      | Покриття   | Суперниця           | Рахунок          |
| --------- | ---- | -------------- | -------------------------- | ---------- | ------------------- | ---------------- |
| Перемога  | 1.   | 29 серпня 1993 | Грифіно, Польща            | Ґрунт      | Моніка Староста     | 4–6, 6–4, 6–1    |
| Поразка   | 2.   | 5 вересня 1993 | Бургас, Болгарія           | Тверде     | Светлана Кривенчева | 3–6, 6–1, 6–7(3) |
| Поразка   | 3.   | 4 жовтня 1997  | Ноттінгем, Велика Британія | Тверде (i) | Наталія Єгорова     | 2–6, 7–6, 1–6    |

### Парний розряд (6–11)
| Результат | Ранг | Дата              | Місце                            | Покриття   | Партнерка         | Суперниці                            | Рахунок          |
| --------- | ---- | ----------------- | -------------------------------- | ---------- | ----------------- | ------------------------------------ | ---------------- |
| Поразка   | 1.   | 14 листопада 1994 | Істборн, Велика Британія         | Килим      | Ширлі-Енн Сіддалл | Наталія Єгорова Світлана Пархоменко  | 6–7(8), 6–7(6)   |
| Поразка   | 2.   | 6 лютого 1995     | Шеффілд, Велика Британія         | Тверде     | Лорна Вудрофф     | Наталія Єгорова Світлана Пархоменко  | 4–6, 2–6         |
| Перемога  | 1.   | 8 травня 1995     | Ле-Туке-Парі-Плаж, Франція       | Ґрунт      | Амелі Моресмо     | Юлія Апостолі Сільві Саба            | 6–4, 6–2         |
| Поразка   | 3.   | 13 листопада 1995 | Единбург, Велика Британія        | Килим (i)  | Ширлі-Енн Сіддалл | Юлія Лютрова Джейн Вуд               | 6–7(7), 4–6      |
| Поразка   | 4.   | 31 березня 1996   | Кан (Кальвадос), Франція         | Ґрунт      | Клер Тейлор       | Анніка Ліндстедт Анна-Карін Свенссон | 4–6, 6–7(4)      |
| Поразка   | 5.   | 4 травня 1996     | Гатфілд, Велика Британія         | Ґрунт      | Ширлі-Енн Сіддалл | Робін Модслі Джейн Вуд               | 6–4, 6–7(4), 5–7 |
| Перемога  | 2.   | 12 травня 1996    | Лі-он-зе-Солент, Велика Британія | Ґрунт      | Ширлі-Енн Сіддалл | Лусі Ал Джоан Ворд                   | 7–5, 6–1         |
| Перемога  | 3.   | 23 вересня 1996   | Санта-Клара, США                 | Тверде     | Мейлен Ту         | Джанет Лі Лакшмі Порурі              | 7–5, 6–2         |
| Поразка   | 6.   | 20 жовтня 1996    | Кардіфф, Велика Британія         | Тверде (i) | Ширлі-Енн Сіддалл | Марія Страндлунд Анн-Гель Сідо       | 3–6, 3–6         |
| Перемога  | 4.   | 8 лютого 1997     | Сандерленд, Велика Британія      | Тверде (i) | Ширлі-Енн Сіддалл | Меґан Міллер Рейчел Вайоллет         | 7–6(2), 6–4      |
| Поразка   | 7.   | 16 лютого 1997    | Бірмінгем, Велика Британія       | Тверде (i) | Ширлі-Енн Сіддалл | Жулі Пуллен Лорна Вудрофф            | 2–6, 4–6         |
| Поразка   | 8.   | 7 квітня 1997     | Хвар, Хорватія                   | Ґрунт      | Жулі Пуллен       | Патрісія Маркова Зузана Валекова     | 6–7(3), 4–6      |
| Перемога  | 5.   | 27 квітня 1997    | Борнмут, Велика Британія         | Ґрунт      | Ширлі-Енн Сіддалл | Лорна Вудрофф Жулі Пуллен            | 6–3, 7–5         |
| Перемога  | 6.   | 14 липня 1997     | Клірвотер, США                   | Тверде (i) | Жулі Пуллен       | Морін Дрейк Ліндсей Лі-Вотерс        | 6–4, 6–4         |
| Поразка   | 9.   | 27 липня 1997     | Пічтрі-Сіті (Джорджія), США      | Тверде     | Жулі Пуллен       | Соня Джеясілан Сібата Каору          | 4–6, 1–6         |
| Поразка   | 10.  | 11 липня 1998     | Філікстоу, Велика Британія       | Трава      | Лусі Ал           | Ліза Макші Труді Мусгрейв            | 4–6, 6–7         |
| Поразка   | 11.  | 18 липня 1998     | Фрінтон, Велика Британія         | Трава      | Лусі Ал           | Ліззі Джелфс Марезе Жубер            | 2–6, 5–7         |